# Just David
Just David (No Brasil: Davi, o Órfão,  em Curdo: O Pequeno Violinista) é um romance infantil de Eleanor H. Porter (1868–1920) publicado em 1916. O livro conta a história de um jovem rapaz, David, que deve aprender a se adaptar a viver com outras pessoas após a morte de seu pai recluso, ao longo do caminho, os aldeões e seus pais adotivos se adaptam tanto ou mais a ele. Embora criticado pelos críticos como "mingau" e "perfeitamente adorável", o romance foi muito popular na primeira metade do século XX nas escolas de ensino fundamental e médio, e recentemente teve várias reimpressões. O romance foi transcrito em Braille em 1922, e traduzido para chinês (1959), russo (2005), italiano (2019) e vietnamita (2019). Esse romance estava entre os seis mais vendidos em cidades dos Estados Unidos, e em julho de 1916, em segundo lugar na lista de mais vendidos.

## Enredo
David é um menino de dez anos que toca violino e não sabe seu sobrenome. Ele leva uma vida idílica nas montanhas com seu pai, até que seu pai fica gravemente doente, obrigando-os a descer para o vale. Com o agravamento da saúde do pai, eles passam a noite em um celeiro. Pouco antes de morrer, o pai dá a David um grande número de moedas de ouro, dizendo-lhe para escondê-las até que sejam necessárias. David toca violino para acalmar seu "pai adormecido" e é encontrado por Simeon Holly e sua esposa. Percebendo que o homem está morto, eles tentam descobrir quem é David, mas tudo o que ele pode dizer é que ele é "apenas David".
David não consegue dizer a eles seu sobrenome, o nome de seu pai ou se ele tem algum parente. Eles encontram algumas cartas no homem morto, mas a assinatura está ilegível. O casal relutantemente o deixou ficar com eles, pois ele os lembrava de seu próprio filho, John, com quem eles não falam mais. David aprende a se adaptar à vida na aldeia, levando um de seus dois violinos para onde quer que vá e "tocando" o mundo ao seu redor, como tocar "o pôr do sol" e "as flores", e usando sua música para expressar sua sentimentos. Sua inocência e habilidades musicais encantam os aldeões e mudam a vida de muitos deles, unindo em casamento dois namorados de infância que haviam se separado. Ele também muda os Hollys, curando o coração de Simeon o suficiente para que ele se reconecte com seu filho e permita que ele venha visitá-lo com sua nova esposa e filho.
Durante a visita, eles descobrem que os violinos de David são muito valiosos. O dele é um Amati e o de seu pai, que ele emprestou a um amigo cego, um Stradivarius. Lendo a velha carta do pai de David, John reconhece a assinatura e percebe que o pai de David era um violinista mundialmente famoso que havia desaparecido com seu filho após a morte de sua esposa. David é enviado para se reunir com seus parentes e estudar violino. Ele se torna famoso e rico, mas continua a visitar os Hollys todos os anos para tocar para eles.

## Temas
David, que mal entende a morte, é criado em um ambiente que o impediu de aprender sobre o pecado ou o mal, no que os críticos chamam de "livro alegre". O otimismo geral do livro foi notado no American Library Annual de 1917, que aplicou a ele o termo genérico de "a história agradável". O tema amplamente difundido do órfão na literatura americana é central no personagem principal de Just David, que por meio de seu talento extraordinário restaura a ordem na comunidade e cura relacionamentos rompidos.

## Recepção
Just David foi o segundo de uma série de quatro best-sellers de Porter entre 1913 e 1918. De acordo com The Bookman , em 1916-1917 Just David estava entre os seis mais vendidos em cidades dos Estados Unidos, e em julho de 1916, foi o segundo romance mais vendido do ano. A Publishers Weekly publicou números semelhantes. De acordo com o The American Library Annual (usando informações compiladas da Publishers Weekly), Just David foi o terceiro maior livro do ano. 
Sua recepção crítica foi menos positiva. O crítico do Bookman, James L. Ford, referiu-se ao romance como "mingau". Um revisor do New York Times sentiu que o romance era previsível, afirmando que "é claro, no final a identidade [de David] foi descoberta, todas as pessoas boas foram recompensadas e tudo era perfeitamente adorável para palavras." 
Estudos, no entanto, estabeleceram que o romance permaneceu popular entre os jovens leitores, especialmente, de acordo com a The School Review, entre as meninas. Vários estudos do The English Journal sobre os hábitos de leitura de alunos do ensino fundamental indicaram que muitos deles leram e gostaram do romance. Na década de 1920, foi até transcrito em Braille, mas na década de 1930, sua popularidade nos Estados Unidos havia diminuído. Traduções chinesas e russas apareceram em 1959 e 2005, respectivamente.
Mais recentemente, os críticos encontraram outros assuntos de interesse na literatura sentimental do período; Just David foi estudado pelo status de seu personagem principal como órfão em um estudo sobre o papel dos órfãos fictícios na restauração da harmonia social e pessoal em sua comunidade.

## Inspiração
A história de David pode ter sido inspirada nos romances ingleses da Era vitoriana da Inglaterra, principalmente nos romances do inglês Charles Dickens, como David Copperfield, Oliver Twist e Nickolas Nickleby, que tinham como protagonistas jovens órfãos que passavam por alguma dificuldade na vida. O protagonista gostar de tocar violino sugere que pode ter sido inspirado na carreira musical da autora, que estudou canto no Conservatório de New England.
A telenovela Um Caminho para o Destino, da rede mexicana Televisa, que foi exibida no Las Estrelas em 2016, possuía um enredo semelhante ao livro Just David, com ligeiras alterações. A protagonista da novela Luisa Fernanda tocava violino e passava por dificuldades na sua vida. Supõe-se que a novela foi levemente baseada no livro de Porter, e na novela La Hija del jardinero.
O enredo de Just David pode também ter sido inspirado na história do Rei Davi, da Bíblia Sagrada, já que ambos os personagens tem o mesmo nome. Segundo a Bíblia, o Rei Davi costumava tocar harpa. Ambos os personagens tocavam instrumentos de cordas.

## Edições e Traduções

### Em Inglês
- Porter, Eleanor Hodgman; Helen Mason Grose (ills.) (1916). Just David. [S.l.]: Houghton Mifflin Company, Riverside Press

- Porter, Eleanor H. (2007). Just David. Fairfield: 1st World Library-Literary Society. ISBN 978-1-4218-9427-0

### Em Chinês
- Porter, Eleanor H. (1959). 神祕的大衞 / Shen mi de Dawei. Baozhen Li (trans.). Xianggang: Xianggang wan li shu dian. OCLC 36436210

### Em Russo
- Porter, Eleanor H. (2005). Просто Давид / Prosto David. Alekseĭ Selich (trans.). Kremenchug: Khristianskai︠a︡ Zari︠a︡. ISBN 978-966-8031-46-5

### Em Turco
- Porter, Eleanor H. (1952). Küçük Kemancı. Nebil Otman (trans.). İstanbul: Ahmet Halit Yaşaroğlu Kitapçılık ve Kağıtçılık. 160 páginas
- Porter, Eleanor H. (1982). Küçük Kemancı. Gülten Suveren (trans.). İstanbul: Altın Çocuk Kitapları. 203 páginas

### Em Curdo
Porter, Eleanor H. (2021). Kemanjenê piçûk. Aynur Ilı trans.). Istanbul: Rêdûr Dîjle. ISBN 978-975-8242-23-8

### Em Italiano
Porter, Eleanor H. (2019). Solo David. Elizabeth Harrowell (trans.). Roma: flower-ed. ISBN 978-88-85628-61-8

### Em vietnamita
Porter, Eleanor H. (2019). David - Cây vĩ cầm biết nói. Đặng Việt Vân Hà (trans.). Hanoi: Lao Động. ISBN 978-604-9831-21-8
• Just David no Projeto Gutenberg (em inglês)
• Just David no Skoob (recontado em português)
• Just David audiolivro de domínio público na LibriVox (em inglês)
1. ↑  The Publishers Weekly (em inglês). [S.l.]: F. Leypoldt. 1916
2. ↑  The American Library Annual: Including Index to Dates of Current Events; Necrology of Writers; Bibliographies; Statistics of Book Production; Select Lists of Libraries; Directories of Publishers and Booksellers; List of Private Collectors of Books, Etc (em inglês). [S.l.]: Office of the Publishers' Weekly. 1917